# Salomon Franck
Pour les articles homonymes, voir Franck.
Salomon Franck est un juriste, scientifique et poète allemand né le 6 mars 1659 à Weimar et décédé dans la même ville le 11 juillet 1725 (ou le 14). Il est un des librettiste des cantates les plus connues de Johann Sebastian Bach,.

## Biographie
Venant d'une vieille famille liée à la cour ducale, Franck étudie le droit et la théologie à Iéna. Il obtient un poste dans le gouvernement à Zwickau, Arnstadt, Iéna et Weimar. Des écrits stipulent qu'en 1702 Franck était secrétaire du haut consistoire, gérant la collection numismatique et les archives de la bibliothèque de la cour du duc Guillaume-Ernest de Saxe-Weimar.
Franck avait déjà écrit plusieurs cantates profanes avant son association avec Jean Sébastien Bach, par exemple Himmelsflammende Wunschopfer chantée au château de Weimar en 1697. Franck a également écrit de nombreux textes sacrés. Sa cantate sacrée la plus ancienne connue était écrite selon la forme ancienne, avec des vers de la bible et des chansons strophiques. En 1711 il utilise pour la première fois la nouvelle forme introduite par Erdmann Neumeister.
En 1717, Franck publie un recueil de textes sacrés intitulé Evangelische Sonn- und Festtages Andachten auf Hochfürstliche Gnädigste Verordnung zur Fürstlich Sächsischen Weimarischen Hof-Capell-Music in Geistlichen Arien erwecket von Salomon Francken, Fürstlich Sächsischen Gesamten Ober-Consistorial-Secretario in Weimar. Weimar und Jena bey Johann Felix Bielcken. 1717.

### Collaboration avec Bach
Il écrit le texte de la plus ancienne cantate profane de Bach (1713), Was mir behagt, ist nur die muntre Jagd (BWV 208) dans laquelle, selon les coutumes de l’époque, il s’appuie sur des personnages mythologiques. La cantate est composée pour le trente-unième anniversaire du duc Christian de Saxe-Weissenfels.
L’auteur des textes de certaines cantates n'est pas connu, c'est pourquoi l'on ignore la date exacte du début de sa collaboration avec Bach. Cependant leur collaboration est particulièrement active à partir de 1714 quand le compositeur devient Konzertmeister à Weimar et commence la composition mensuelle de cantates pour la Schlosskirche. Bach adopte la nouvelle formes des cantates composant des récitatifs et des arias da capo. En 1717 le compositeur quitte Weimar mais il continue à mettre en musique les textes de Franck des années plus tard alors qu'il vit à Leipzig.
Les cantates de Bach utilisant les textes de Franck sont les BWV 31, BWV 70a, BWV 72, BWV 80, BWV 132, BWV 147, BWV 152, BWV 155, BWV 161, BWV 163, BWV 164, BWV 165, BWV 168, BWV 182, BWV 185 et BWV 186. Franck a également probablement écrit les textes des cantates BWV 12, BWV 172 et BWV 21.

## Œuvres
- Madrigalische Seelen-Lust über das heilige Leiden unsers Erlösers (1697)
- Cycle de cantates pour le Calendrier liturgique 1714/1715 : Evangelisches Andachts-Opffer
- Cycle de cantates pour le Calendrier liturgique 1715/1716 : Evangelische Seelen-Lust
- Cycle de cantates pour le Calendrier liturgique  1716/1717 : Evangelische Sonn- und Fest-Tages-Andachten
- Heliconische Ehren-, Liebes- und Trauer-Fackeln, Weimar, Iéna (1718)

## Textes mis en musique par Johann Sebastian Bach

### Textes probablement de Salomon Franck (1714)
- Himmelskönig, sei willkommen, 25 mars 1714
- Weinen, Klagen, Sorgen, Zagen, 22 avril 1714
- Erschallet, ihr Lieder, erklinget, ihr Saiten!, 20 mai 1714
- Ich hatte viel Bekümmernis, 17 juin 1714

### Tiré d'Evangelisches Andachts-Opffer(1715)
- Bereitet die Wege, bereitet die Bahn!
- Tritt auf die Glaubensbahn
- Mein Gott, wie lang, ach lange?
- Alles, was von Gott geboren
- Der Himmel lacht! Die Erde jubilieret
- O heilges Geist- und Wasserbad
- Barmherziges Herze der ewigen Liebe
- Komm, du süße Todesstunde
- Ach! ich sehe, itzt, da ich zur Hochzeit gehe
- Nur jedem das Seine
- Tue Rechnung! Donnerwort
- Ihr, die ihr euch von Christo nennet
- Alles nur nach Gottes Willen

### Tiré d'Evangelische Sonn- und Fest-Tages-Andachten(1717)
- Wachet! betet! betet! wachet!
- Ärgre dich, o Seele, nicht
- Herz und Mund und Tat und Leben